# راشد بن طناف
راشد بن طناف بن فايز بن سعيد النعيمي ( 1910 - 20 يناير 2000 ) شاعر إماراتي يعتبر من أبرز رواد الشعر الشعبي في دولة الإمارات العربية المتحدة .

## ميلاده ونشأته وحياته
ولد في البريمي في سنة 1910, وأحضره جدة لأمه سعيد بن صالح الصوايه النعيمي إلى بلدة الذيد في الشارقة,
حيث تعلم القرآن الكريم في الكُتّأب.
تعلم الكتابة لدى الشاعر أحمد بن عبد الرحمن بو سنيده و تفتحت قريحته الشعرية بعد عقده الأول من العمر.
عمل بسن السابعة عشر بمهنة الغوص وزاولها لثلاثين عاماً ثم عمل في مهنة قطع الأحجار المرجانية لأغراض البناء لمدة أربعة أعوام.
تزوج أربع مرات حيث لم يوفق في زيجتيه الأوليتين وتوفيت زوجته الثالثة ووليدها أثناء الوضع، إلا أن زيجته الرابعة استمرت لخمسة وعشرين عاماً
لتتوفي زوجته الرابعة أثناء أدائها شعائر الحج عام 1975 م فعاش راشد بن طناف بعد هذا التاريخ ينظم القصائد حتى وافته المنية .

## أشعاره
استطاع راشد بن طناف أن يخلف ورائه كنزاً كبيراً من القصائد الشفهية من خلال مشاركاته في الإمسيات الشعرية التي نالت إعجاب المهتمين بشعره ,
إتسم شعره بطابع فكاهي قد تصل لحد السخرية أحياناً وإيضاً بالحكم والأمثال .
اشتهر بصوته و طريقة إلقائه العفوية و الكوميدية وتفسير الكلمات والتعقيب عليها بين شطر البيت وآخر، مما ساهم في انتشار شعره، وكان لحضور (الأنا) في شعر ابن طناف مبررات كثيرة أهمها اعتداده بنفسه وثقته بموهبته الشعرية. كما كان ابن طناف جريئاً ومتمرداً عندما يتعلق الأمر بوصف المحبوب والمباهاة به ومن قصائده في هذا المجال قوله:
جسد ابن طناف بأشعاره حياته وحياة المجتمع الذي كان يعيش فيه وزمانه في خمسينات و ستينات وسبعينات القرن العشرين في الإمارات. واستطاع بأسلوبه الكوميدي أن ينال اهتمام كثير من شرائح المجتمع باعتباره واحد من أهم شعراء النبط المتميزين في الإمارات .

## دواوينه الشعرية
للشاعر ديوانان مطبوعان هما :
- صدى الونة
- أهواك

وعدد كبير من القصائد المسجلة سواء الصوتية أو المرئية

## وفاته
توفي الشاعر بتاريخ 20 يناير 2000 م عن عمر ناهز التسعين عام.